# Robin Trower
Robin Trower (Catford, Londres, 9 de marzo de 1945) es un guitarrista británico reconocido por su participación con la banda de rock progresivo Procol Harum durante la década de 1960 y por su extensa carrera como solista. 
Trower es considerado por muchos de sus colegas, entre ellos el guitarrista Zakk Wylde, como uno de los mayores exponentes de la guitarra eléctrica moderna, produciendo canciones memorables como "Bridge of Sighs", "Too Rolling Stoned", "Go My Way", "Somebody Calling" o "Daydream". Trower ha sido una gran influencia para varias generaciones de guitarristas en el mundo del rock y del blues, destacando su uso de la distorsión y su estilo de interpretación similar al utilizado por Jimi Hendrix (se lo conoce como el "Hendrix" blanco).
Pese al reconocimiento de colegas y de la prensa especializada, Trower no ha alcanzado grandes niveles de popularidad, incluso habiendo integrado Procol Harum hasta 1972, grabando álbumes de amplia aceptación como A Salty Dog y Broken Barricades. Trower, quien ha influenciado a músicos como Robert Fripp, Eddie Van Halen, Eric Gales y Michael Katon, cuenta con un modelo especial de Fender Custom Shop Stratocaster.

## Carrera
Trower nació en Catford, Londres, pero se crio en Southend-on-Sea, Essex. En 1962 formó una banda que finalmente se convertiría en The Paramounts, incluyendo entre sus filas a su antiguo compañero de estudios Gary Brooker. The Paramounts se disolvió en 1966 y sus músicos iniciaron carreras en solitario. Durante esta época, Trower fundó un trío llamado The Jam, para luego unirse nuevamente con Brooker en una nueva agrupación llamada Procol Harum, luego del éxito de su sencillo debut "A Whiter Shade of Pale" en 1967, permaneciendo en la agrupación hasta 1971 y participando en la grabación de cinco álbumes de Procol.
Antes de iniciar una carrera en solitario hizo parte de un proyecto llamado Jude, junto al cantante Frankie Miller, el bajista James Dewar y el baterista Clive Bunker. El proyecto duró muy poco tiempo y no grabó ningún material de estudio. Trower conservó a Dewar como su bajista y vocalista y contrató al baterista Reg Isidore (reemplazado después por Bill Lordan) para formar la agrupación Robin Trower Band en 1973.
Su álbum más alabado por la crítica fue Bridge of Sighs de 1974. Sus tres primeros discos como solista fueron producidos por su antiguo compañero en Procol Harum, el organista Matthew Fisher. A comienzos de la década de 1980, Trower inició un proyecto junto a Jack Bruce y sus anteriores bateristas Lordan e Isidore para grabar dos álbumes, B.L.T. (Bruce, Lordan, Trower) y Truce (Trower, Bruce, Isidore). Luego grabó otro disco con James Dewar como cantante, titulado Back It Up en 1983. Robin Trower fue expulsado de Chrysalis Records meses después.
Después de grabar algunos álbumes como solista y realizar algunas colaboraciones, entró nuevamente al estudio con Jack Bruce en 2007 para grabar Seven Moons, con Gary Husband en la batería. En 2016 Robin realizó una exitosa gira por los Estados Unidos.

## Discografía

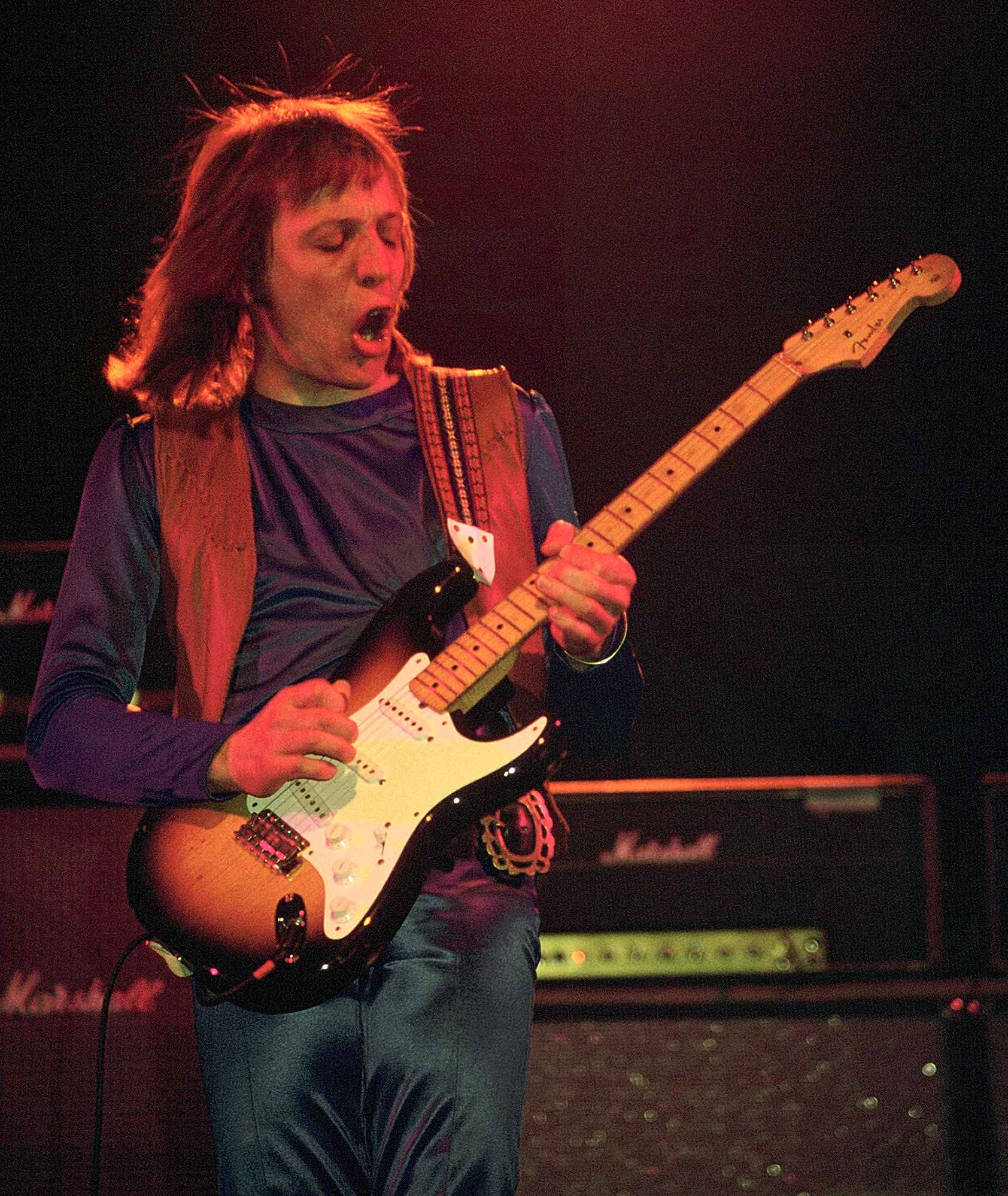
Robin Trower en 1975.

### Procol Harum
- 1967  Procol Harum
- 1968  Shine On Brightly
- 1969  A Salty Dog
- 1970  Ain't Nothin' to Get Excited About
- 1970  Home
- 1971  Broken Barricades
- 1991  The Prodigal Stranger
- 1995  The Long Goodbye[8]

### Robin Trower Band

#### Estudio
| Año  | Álbum                        | Reino Unido | EE. UU. | Sello         |
| ---- | ---------------------------- | ----------- | ------- | ------------- |
| 1973 | Twice Removed from Yesterday | –           | 106     | Chrysalis     |
| 1974 | Bridge of Sighs (Oro)        | –           | 7       | Chrysalis     |
| 1975 | For Earth Below (Oro)        | 26          | 5       | Chrysalis     |
| 1976 | Long Misty Days (Oro)        | 31          | 24      | Chrysalis     |
| 1977 | In City Dreams (Oro)         | 58          | 25      | Chrysalis     |
| 1978 | Caravan to Midnight          | –           | 37      | Chrysalis     |
| 1980 | Victims of the Fury          | 61          | 34      | Chrysalis     |
| 1983 | Back It Up                   | –           | 191     | Chrysalis     |
| 1987 | Passion                      | –           | 100     | GNP Crescendo |
| 1988 | Take What You Need           | –           | 133     | Atlantic      |
| 1990 | In the Line of Fire          | –           | –       | Atlantic      |
| 1994 | 20th Century Blues           | –           | –       | V-12          |
| 1997 | Someday Blues                | –           | –       | V-12          |
| 2000 | Go My Way                    | –           | –       | V-12          |
| 2004 | Living Out of Time           | –           | –       | V-12          |
| 2005 | Another Days Blues           | –           | –       | V-12          |
| 2009 | What Lies Beneath            | –           | –       | V-12          |
| 2010 | The Playful Heart            | –           | –       | V-12          |
| 2013 | Roots and Branches           | –           | –       | V-12          |
| 2015 | Something's About To Change  | –           | –       | V-12          |
| 2016 | Where You Are Going To       | –           | –       | V-12          |
| 2017 | Time and Emotion             | –           | –       | V-12          |

#### En vivo
- 1976  Robin Trower Live
- 1985  Beyond the Mist
- 1992  BBC Radio One Live in Concert
- 1996  King Biscuit Flower Hour Presents Robin Trower in Concert
- 1999  This Was Now '74-'98
- 2005  Living Out of Time: Live
- 2008  RT@RO.08
- 2011  Robin Trower at The BBC 1973-1975
- 2013  State To State: Live Across America 1974 - 1980
- 2015  Rock Goes To College

#### Compilados
- 1987  The Robin Trower Portfolio
- 1991  Essential Robin Trower
- 1994  Robin Trower Anthology
- 2004  Robin Trower dreaming the blues
- 2008  Day of The Eagle: The Best of Robin Trower
- 2010  A Tale Untold: The Chrysalis Years 1973-1976
- 2012  Farther On Up The Road: The Chrysalis Years 1977-1983
- 2014  Compendium 1987 - 2013

### Bryan Ferry
- 1993  Taxi
- 1994  Mamouna
- 2007  Dylanesque

### Jack Bruce
- 1981  B.L.T.
- 1982  Truce
- 1989  No Stopping Anytime
- 2008  Seven Moons
- 2009  Seven Moons Live